# 在日朝鮮人歸國運動

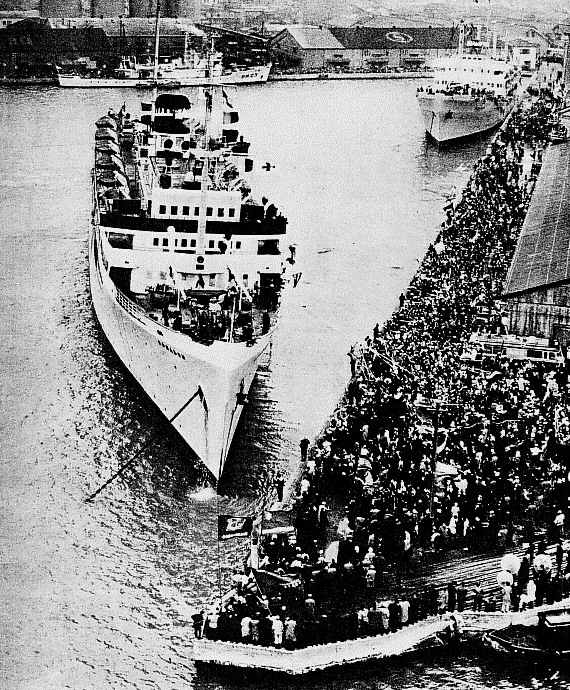
在日朝鮮人乘坐朝鮮民主主義人民共和國政府安排的萬景峰號返回北朝鮮

在日朝鮮人歸國運動是指於1950年代至1984年期間，在日朝鮮人響應朝鮮最高領導人金日成的號召，從日本返回朝鮮民主主義人民共和國的運動。在此20多年間，約9萬名在日朝鮮人回流北朝鮮，其中包括了平民，也有商人及歌唱家等專業人士。這些移民被稱之為入北者。然而，根據後來逃亡到海外的入北者指出，不少在日朝鮮人回流朝鮮後皆被隔離、監視、沒收財產以致被投進集中營。

## 概要
1950年代至1984年期間，日本和朝鮮民主主義人民共和國並沒有建立外交關係，故此，兩國在這段期間的交住均由雙方派出的紅十字會負責。1959年，兩國在歸國運動的細節上達成共識，同年12月14日，首班歸國船於新潟縣的新潟港出發。此後，直至1984年，共有93,340人從日本回到北朝鮮。據報，這場歸國運動的資金是由朝鮮民主主義人民共和國政府承擔。

## 背景

### 在日朝鮮人
1910年，大日本帝國通過日韓合併成功吞并朝鮮半島，此後，半島成為日本的殖民地。期間，不少的朝鮮半島人也在自願或強迫的情況下來到日本工作，因而出現了在日朝鮮人的群落。1945年8月，日本於二次大戰投降，並放棄了對朝鮮半島的統治。朝鮮半島其後由美蘇兩國共同托管，並在三八線劃地而治：北方的領土由蘇聯主管，南方則由美國管治。兩國又各自建立共產主義和資本主義政權，北方的朝鮮民主主義人民共和國和南方的大韓民國分別成立，朝鮮半島從而分裂。
1950年，半島又爆發持續3年的韓戰。戰爭結束後，朝鮮民主主義人民共和國經濟疲弱，為提高生產力，時任朝鮮勞動黨委員長兼內閣首相金日成通過在日本朝鮮人總聯合會（朝鮮總聯）呼籲在日本的朝鮮半島人回到北朝鮮。當時，在日朝鮮人的社會地位低微，不少人也過著貧困的生活，加上朝鮮總聯一再強調北朝鮮為「衣食無憂的人間天堂」、「住所、糧食及其他生活所需物品皆有保障」、「醫療費全免，可從事想要的工作」、「三年即可返鄉探親」使得大量的知識份子、專業人士和平民百姓決意遷移到北朝鮮。

### 朝鮮民主主義人民共和國

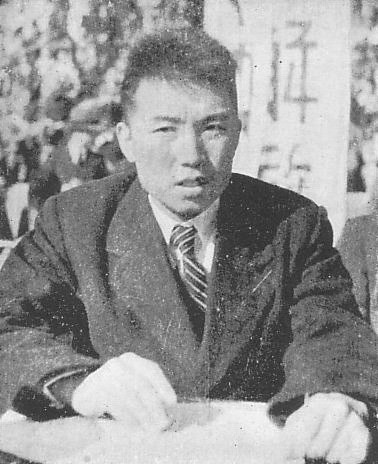
為提高國內生產力，最高領導人金日成呼籲在日僑民回國

儘管朝鮮民主主義人民共和國在建國後一直宣稱日本為他們不共戴天的敵人，也沒有和日本建立外交關係，但平壤政府卻一度與东京政府對話，兩國關係因而日漸正常化。另一方面，支持平壤政權的在日僑民在1953年成立朝鮮總聯，後者隨後取得了和朝鮮民主主義人民共和國政府的連繫，令朝鮮總聯成為了朝鮮民主主義人民共和國政府和金日成的傳聲筒，並為歸國運動大肆宣傳。同時，在蘇聯的支援下，北朝鮮的經濟增長迅速，這也導致不少在日朝鮮人決定返回北朝鮮，其中著名人士有高英姬和金永吉。

### 日本
日本並沒有和朝鮮民主主義人民共和國建交，但出於人道理由，日本政府還是對在日朝鮮人歸國的意願表示尊重。同時，由於貧困，在日朝鮮人的高犯罪率和日本共產黨在當地發起的暴動事件均對治安構成影響。此外，歸國運動還取得日本社會黨和自民黨成員的支持，因此日本政府不僅沒有對朝鮮僑民的歸回加以阻止，而且還大力支持。
同時，日本的媒體也對是次歸國運動起到了推波助瀾的作用。日本共產黨創立人寺尾五郎在訪問朝鮮民主主義人民共和國後發表《38度線以北》（38度線の北）一書，描述該國美好的前景，給予了在日朝鮮人希望。吉永小百合主演的電影《有化鐵爐的街》（キューポラのある街）表現出回國後喜悅的心情又激發起朝鮮僑民歸國的夢想。日本國內著名的報章如《讀賣新聞》和《產經新聞》對歸國運動的多次報導也吸引了更多僑民決意返回北朝鮮。

### 大韓民國
韓戰過後，大韓民國經濟大受打擊，重建工作緩慢，令該國成為當時亚洲最貧窮和落後的國家之一。另一方面，大韓民國政府接納了不少親日派人士，1959年12月，該國又意圖炸毀日本紅十字會總部和暗殺日本官員，這也使韓國的聲名受挫，得不到主流的在日朝鮮人支持。
另一方面，雖然日韓建立了外交關係，但由於兩國在1959年在李承晚線和貿易問題上未能取到共識而使雙方關係陷入僵局，因此日本對北朝鮮發起的歸國運動並未表示反對。為表達對歸國運動的反對，由在日朝鮮人成立，並支持韓國政權的在日本大韓民國民團（民團）在日本組織了多次示威。同時，為對抗北朝鮮的歸國運動，大韓民國政府也提出成立一個協助在日朝鮮人返回韓國，並由日本政府出資的歸國運動，但由於未取得後者的支持，這場歸國運動無疾而終。

## 過程
| 在日朝鮮人歸國運動時間表 | 在日朝鮮人歸國運動時間表 | 在日朝鮮人歸國運動時間表                                                                           |
| 年份                     | 日期                     | 事件                                                                                               |
| ------------------------ | ------------------------ | -------------------------------------------------------------------------------------------------- |
| 1946年                   | 12月26日                 | 北韓臨時人民委員會頒布《有關在日朝鮮人回國文件》。                                                 |
| 1950年                   | 6月25日                  | 朝鲜戰争爆發。                                                                                     |
| 1953年                   | 7月27日                  | 朝鲜戰争結束。                                                                                     |
| 1955年                   | 5月                      | 在日本朝鮮人總聯合會（朝鮮總聯）成立。                                                             |
| 1955年                   | 7月15日                  | 朝鮮總聯於東京召開「在日朝鮮人希望回國大會」                                                       |
| 1956年                   | 2月27日                  | 日朝兩國的紅十字會於平壤簽署共同聲明。                                                             |
| 1956年                   | 4月8日                   | 48名在日朝鮮人進行靜安示威，表達歸國的意願。                                                       |
| 1956年                   | 4月30日                  | 國際紅十字會在日本對朝鮮僑民進行聽證，並在翌日收集有關信息。                                       |
| 1956年                   | 6月18日                  | 日本紅十字會表示願意協助示威者回國，示威者隨後結束集會。                                           |
| 1956年                   | 6月20日                  | 北韓內閣發表「從日本回國的朝鮮公民的生活安排問題」指令。                                           |
| 1956年                   | 7月16日                  | 國際紅十字會邀請北韓、南韓和日本三國的紅十字會就僑民歸國一事進行會談，翌年三國簽署備忘錄。         |
| 1956年                   | 12月6日                  | 之前靜坐示威的首批朝鮮僑民從北九州港上船，經上海成功抵達北韓。                                     |
| 1957年                   | 3月31日                  | 另一批示威僑民也成功返國。                                                                         |
| 1957年                   | 10月                     | 第19屆國際紅十字會會議於新德里召開，協助失散家庭成員重聚成了當屆會議的主要話題。                   |
| 1958年                   | 3月18日                  | 日本眾議院就在日朝鮮人問題進行審議。                                                               |
| 1958年                   | 6月26日-7月6日           | 長崎縣設立收容所供有意返回北韓的朝鮮僑民居住。                                                     |
| 1958年                   | 8月11日                  | 朝鮮總聯在神奈川県川崎市的分會向金日成提交感謝信以表對歸國運動的支持。                             |
| 1958年                   | 9月8日                   | 金日成對即將返國的在日朝鮮人發表歡迎辭。                                                           |
| 1958年                   | 10月16日                 | 北韓時任第一副首相金一就歸國問題發表講話，並稱北韓已準備好歸國用的船隻。                           |
| 1958年                   | 11月17日                 | 由鳩山一郎所主持的在日朝鮮人歸國協力會成立大會在東京眾議院會館進行。                               |
| 1958年                   | 佚                       | 雜誌《中央公論》發表文章支持北韓政權，鼓勵在日朝鮮人返回北韓。                                     |
| 1959年                   | 2月13日                  | 日本政府就朝鮮僑民歸回表示諒解。                                                                   |
| 1959年                   | 4月10日                  | 寺尾五郎發表《38度線以北》一書。                                                                   |
| 1959年                   | 6月15日                  | 南韓斷絕與日本的貿易來往。                                                                         |
| 1959年                   | 8月13日                  | 日朝兩國的紅十字會副會長簽署了《日本紅十字會和北韓紅十字會就在日朝鮮人回國協定》（下稱《協定》）。 |
| 1959年                   | 8月25日                  | 民團成員闖入日本紅十字會總部以表對北韓歸國運動的反對。                                             |
| 1959年                   | 9月7日                   | 朝鮮總聯的同名週刊發表《人間天堂》一文鼓勵僑民回國。                                               |
| 1959年                   | 12月4日                  | 南韓特務人員意圖潛入日本紅十字會總部及暗殺日本主要官員，但事敗未成。                               |
| 1959年                   | 12月14日                 | 第1班歸國船從新潟港開出。                                                                          |
| 1959年                   | 12月16日                 | 第1班歸國船抵達清津市。                                                                            |
| 1960年                   | 4月16日                  | 北韓內閣發佈《從日本回國的技術人員和企業家的生活保障安排》指令。                                   |
| 1960年                   | 4月19日                  | 南韓發生4·19學生革命，總統李承晚被迫宣布辭職。                                                     |
| 1960年                   | 8月                      | 寺尾五郎在北韓慶祝解放15周年再次到訪該國，回到日本後，誇獎了北韓的發展。                           |
| 1962年                   | 4月8日                   | 《有化鐵爐的街》上映。                                                                             |
| 1962年                   | 4月10日                  | 日本出版社全貌社發表﹕《樂園夢破滅—北韓的真相》一書。                                              |
| 1965年                   | 6月佚日                  | 寺尾五郎出版《朝鮮人問題入門》，指在日朝鮮人於歸國後得到平壤政府悉心的關照。                       |
| 1965年                   | 6月22日                  | 《日韓基本條約》於東京簽署。                                                                       |
| 1966年                   | 8月23日                  | 日本政府就重新議定《協定》的時限延續至來年。                                                       |
| 1967年                   | 8月12日                  | 日本紅十字會停止處理僑民的歸國申請。                                                               |
| 1967年                   | 8月25日-9月23日          | 日朝紅十字會於莫斯科進行會談，談判最終破裂。                                                       |
| 1967年                   | 11月27日                 | 日朝紅十字會於科倫坡再度舉行會談。                                                                 |
| 1967年                   | 12月22日                 | 日方中斷與歸國船的住來。                                                                           |
| 1968年                   | 1月24日                  | 可倫坡會談破裂。                                                                                   |
| 1968年                   | 2月29日                  | 日本紅十字會宣佈關閉位於新潟的中心。                                                               |
| 1971年                   | 5月14日                  | 歸國運動因日朝關係緩和而重新啟動。                                                                 |
| 1984年                   | 佚                       | 歸國運動結束。                                                                                     |

## 新潟紅十字會中心

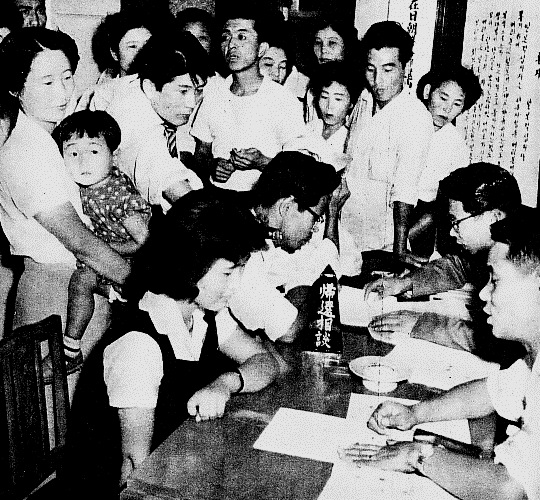
於紅十字會辦事處申請回國的在日朝鮮人

為處理在日朝鮮人的返國申請，日本紅十字會於全國設立了3655個辦事處。朝鮮僑民在完成申請後則可乘坐特別列車到位於新潟的中心暫居，以等待歸國船隻的到來。
該中心改建於美軍基地，佔地約9.2公頃，除設有宿舍和辦公室外，還有診所和銀行等設施。此外，中心還為僑民提供朝鲜料理。
為確保僑民返國是出於自願，國際紅十字會和日本紅十字會特意派官員駐守當地，官員會在僑民上船前詢問他們返國是否出於己願。若官員發現僑民並非自願歸國，他們會協助僑民繼續留在日本。

## 歸國之後

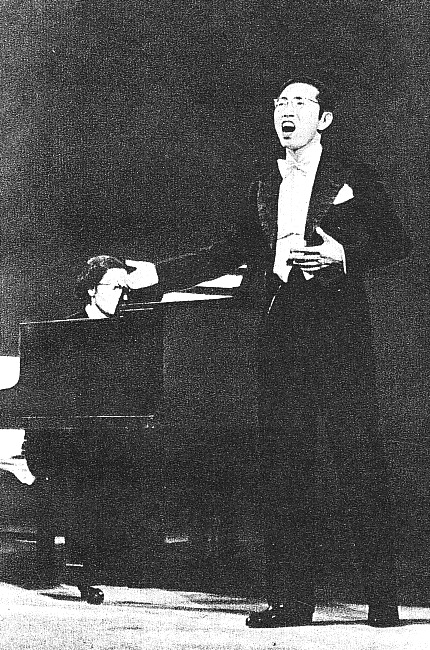
歌唱家金永吉在回到北朝鮮後被當局冠以間諜罪而送入集中營，並死於獄中

由於朝鮮民主主義人民共和國長期實行鎖國政策，外界難以知曉在日朝鮮人返國後的實況。因此，脫北者的描述成為了最主要的資料來源。據他們憶述，朝鮮僑民在船上隨即可享用如米飯、蔬果、魚肉以至煙草等消费品；在上岸後，有的人更得到政府為其設歡迎宴。此外，剛到埗的僑民會被安置在清津市，以待政府分發居住地點和工作。
然而，平壤政府並不完全信任這些入北者，他們被政府歸類為在北朝鮮出身成分中最低等的「敵對階段」。據規定，這類人並不可居於國界和沿海一帶較為富庶的地區，也不能住在平壤和其它的大城市，並會發配到北部貧瘠的山區居住、他們很難升大學、在糧食短缺時，他們也是最先失去糧食配給。此外，脫北者還指出他們不只遇上未能得到分配的問題，而且所得到的房屋和耕地也與朝鮮總聯在日本所宣稱的截然不同，以至於難以維生。
更嚴重的是，平壤政府會把他們認為政治不正確的和曾批評過金日成、勞動黨或是政府的入北者歸為政治犯，並會把這些入北者投進集中營，姜哲煥家族和歌唱家金永吉也曾因上述罪名而被送入耀德集中營和勝湖里集中營。據脫北者稱，集中營的環境甚為惡劣，不少的監犯也會面臨餓死、虐打和強制執行危險工作甚至被突然處死等的威脅。其中，金永吉傳言是在獄中被處死的。
由於僑民在移居北朝鮮後所得的下場與朝鮮總聯在日本時宣傳造成巨大的落差，為求生存，有的入北者在隨後逃亡至大韓民國或日本。對於這場歸國運動，有脫北者稱其為「誘拐」，也有的試圖通過法律手段追討賠償，但未能成功。

## 結束
隨著日朝關係每況愈下，加上日韓關係的改善，以及日本的經濟起飛，在日朝鮮人後代生活水平大為提升，歸國運動日漸失去了日本政府和僑民的支持，這場運動最終於1984年結束。